# José Luis Blanco
José Luis Blanco, född den 3 juni 1975, är en spansk friidrottare som tävlar i hinderlöpning.
Blanco deltog vid VM 2003 där han slutade på en åttonde plats. Han var även i final vid VM 2005 då han kom på fjortonde plats. Vid EM 2006 slutade han på en silverplats bakom Finlands Jukka Keskisalo.
Både VM 2007 och Olympiska sommarspelen 2008 blev en besvikelse då han inte tog sig vidare till finalen.
Under EM i friidrott 2010 kom Blanco på tredje plats i finalen för 3000 meter hinder. Senare blev han avslöjad att använt dopningspreparat under mästerskapet, vilket ledde till en avstängning på två år samt tillbakadragen bronsmedalj.

## Personliga rekord
- 3 000 meter hinder - 8.12,86